# Escuts del carrer Sant Roc d'Alzira
Els escuts del carrer Sant Roc d'Alzira són dos  escuts nobiliaris situats en els edificis dels números 8 i 13 d'aquesta via alzirenya.
Són béns d'interès cultural amb número RI-51-0011337 pel número vuit i RI-51-0011338 pel tretze.
Destacables pel seu bon estat de conservació, el que figura a l'habitatge del carrer Sant Roc número 8 és un escut heràldic i el de l'habitatge del número 13 del mateix carrer és un emblema.

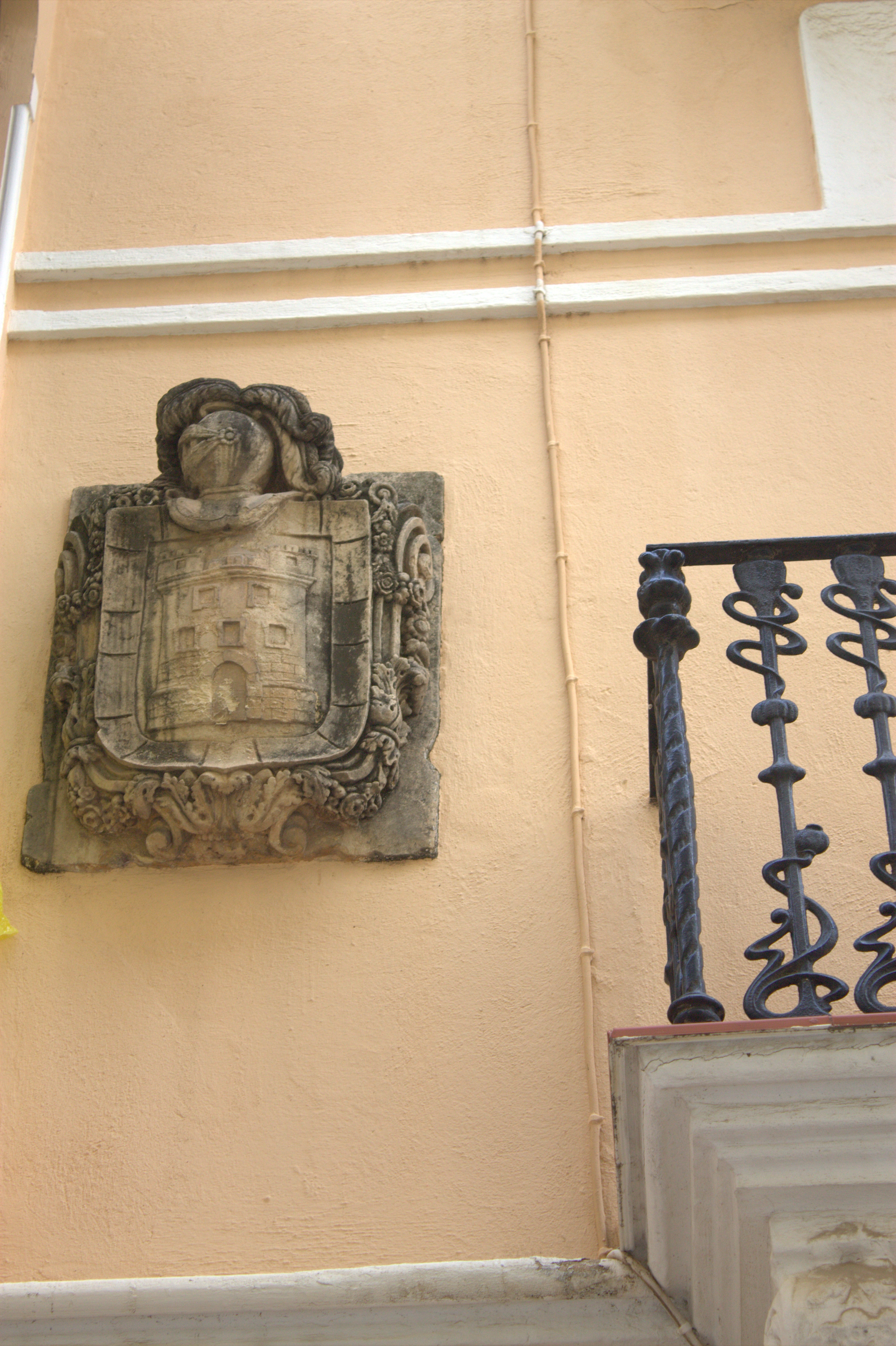
Escut en el carrer Sant Roc 13.